# Italochrysa lobini
Italochrysa lobini är en insektsart som beskrevs av Hölzel och Ohm 1982. Italochrysa lobini ingår i släktet Italochrysa och familjen guldögonsländor. Inga underarter finns listade i Catalogue of Life.